# Трійчичі
Трійчичі (пол. Trójczyce) — село на Закерзонні в Польщі, у гміні Орли Перемишльського повіту Підкарпатського воєводства.
Населення — 507 осіб (2011).

## Розташування
Село розташоване за 12 км на північ від Перемишля та 58 км на схід від Ряшева. Через село тече річка Рада — ліва притока Сяну.

## Історія
До 1772 р. село входило до Перемишльської землі Руського воєводства.
У 1869 р. село належало до Перемишльського повіту Королівства Галичини та Володимирії Австро-Угорської імперії, в селі було 77 будинків і 457 жителів, а на землях фільварку 7 будинків і 61 житель (435 були греко-католиками, 42 — римо-католиками, 41 — юдеєм).
У 1934-1939 рр. село належало до ґміни Оріхівці Перемишльського повіту Львівського воєводства. У 1939 році в селі проживало 640 мешканців, з них 590 українців-грекокатоликів, 15 українців-римокатоликів, 20 поляків і 15 євреїв.
В липні 1944 року радянські війська оволоділи селом. Радянські окупанти насильно мобілізували чоловіків у Червону армію. За Люблінською угодою від 9 вересня 1944 року село опинилося в Польщі. Польським військом і бандами цивільних поляків почались пограбування і вбивства, у квітні 1945 р. банда польських шовіністів (командир — Роман Кісєль «Семп») вбила в селі щонайменше 28 українців. Селяни гуртувались в загони УПА і відділи самооборони. Українців у 1945 р. добровільно-примусово виселяли в СРСР. Решту українців у 1947 р. під етнічну чистку під час проведення Операції «Вісла» було виселено на понімецькі землі у західній та північній частині польської держави.
У 1975-1998 роках село належало до Перемишльського воєводства.

## Демографія
Демографічна структура станом на 31 березня 2011 року:
|          | Загалом | Допрацездатний вік | Працездатний вік | Постпрацездатний вік |
| -------- | ------- | ------------------ | ---------------- | -------------------- |
| Чоловіки | 250     | 55                 | 172              | 23                   |
| Жінки    | 257     | 59                 | 151              | 47                   |
| Разом    | 507     | 114                | 323              | 70                   |

## Церква
Місцева церква мала статус філіяльної, належала до парафії Дрогоїв Перемиського деканату (після Першої світової війни — Радимнянського деканату) Перемишльської єпархії.
У 1926 р. замість зруйнованої під час війни українці збудували нову дерев’яну греко-католицьку церкву Пресвятої Тройці.